# Schmiedemuseum Jevenstedt
Das Schmiedemuseum Jevenstedt ist ein seit 1995 bestehendes Heimatmuseum in Jevenstedt im Kreis Rendsburg-Eckernförde in Schleswig-Holstein.

## Ausstellung
Das Museum zeigt eine komplette Schmiedeeinrichtung, verschiedene landwirtschaftliche Geräte sowie Gegenstände alter Berufe aus Jevenstedt und historischer Haushalte aus der Region.

## Geschichte
Das Gebäude wurde erstmals 1722 als Haus- und Hofschmiede erwähnt und von 1993 bis 1995 durch den Heimatverein Jevenstedt restauriert.

## Organisatorisches
Das Museum wird durch einen Museumsverein betrieben und ist an jedem 3. Sonntag eines Monats am Nachmittag geöffnet.